# 轉生為故事的黑幕
《轉生為故事的黑幕～以進化魔劍和遊戲知識傲視群倫～》是日本作家結城涼所著的輕小說系列，2021年9月起於KAKUYOMU和成為小說家吧上連載；2022年8月起經KADOKAWA旗下電擊新文藝出版，由擔綱插畫。
改編漫畫由漫畫家瀨川初擔綱作畫，在《月刊少年ACE》2022年11月號上開始連載。

## 故事簡介
熱愛奇幻作品的大學生椎名蓮以全世界最快的速度破關了熱門奇幻遊戲『七英雄傳說』的續作，卻意外地轉生到遊戲世界裡，還發現自己竟然不是轉生為主角，而是那個被眾多玩家視為故事的幕後黑手、背叛了主角、殺害了聖女的連·艾希頓。為了不重蹈覆轍，連小心翼翼的隱藏自己的實力，試圖過著平淡的轉世生活，但父親為守護家園而身受重傷的意外、與聖女一起被綁架的事故，還有英雄派貴族對連的莫名覬覦，讓連決心用自己轉世後得到的固有技能「魔劍召喚」，為了改變自己那「無法迴避的命運」而奮鬥。

## 登場人物
連·艾希頓
本作的主角。轉生者，本是個喜好奇幻故事與遊戲的大學生，因為以世界最快速度破關遊戲《七英雄傳說二代》時點擊了追加下載內容中的選項，而意外轉生到遊戲內的世界中，並成為了剛出生的遊戲重要角色、被許多遊戲玩家是為故事幕後黑手的連·艾希頓。為了不重蹈覆轍而決定留在家鄉度過平凡的一生，但父親的意外重傷令他不得不踏出自己的舒適圈，開始了自己為了改變未來的奮鬥。
莉希亞·克勞賽爾
統治連所居住的村子附近都市的領主克勞賽爾男爵之女，跟連同齡。能夠使用神聖魔法去攻擊或治療，被認定為聖女。初登場時，因為不服輸的個性，常糾纏著連練劍。
菲歐娜·伊格納特
伊格納特侯爵之女。原本在遊戲裡，會因為無法取得當治療藥材的魔物素材而病逝。因為連而改變死亡命運。

## 出版書籍

### 輕小說
| 1 | 2022年8月17日 | ISBN 978-4049144055 | 2023年10月18日 | ISBN 9786263780071 |
| 2 | 2023月3月17日 | ISBN 978-4049147506 | 2023年12月13日 | ISBN 9786263782945 |
| 3 | 2023月7月17日 | ISBN 978-4049149319 | 2024年8月14日  | ISBN 9786264003605 |
| 4 | 2024年6月17日 | ISBN 978-4049152081 |                |                    |

### 漫畫
| 卷數 | KADOKAWA       | KADOKAWA            | 台灣角川      | 台灣角川           |
| 卷數 | 發售日期       | ISBN                | 發售日期      | ISBN               |
| ---- | -------------- | ------------------- | ------------- | ------------------ |
| 1    | 2023年2月25日  | ISBN 978-4041135273 | 2024年5月9日  | ISBN 9786263789616 |
| 2    | 2023年7月25日  | ISBN 978-4041140277 | 2025年4月24日 | ISBN 9786264155878 |
| 3    | 2023年11月25日 | ISBN 978-4041144367 |               |                    |
| 4    | 2024年4月26日  | ISBN 978-4041149515 |               |                    |

## 外部連結
- KAKUYOMU連載網站（日語）
- 成為小說家吧連載網站（日語）
- 漫畫版連載網站（日語）